# La Vie de Polichinelle
Pour plus de détails, voir Fiche technique et Distribution.
La Vie de Polichinelle est un court métrage muet français réalisé par Albert Capellani, sorti en 1907.

## Synopsis
Polichinelle est un automate amoureux d'une jolie poupée qui est achetée par un client. Il fuit pour la retrouver. Il la sauve du feu et partent ensemble. Seulement les marchands sont derrière eux. Max Linder en est le protagoniste dans le rôle de polichinelle.

## Fiche technique
- Titre : La Vie de Polichinelle
- Autre titre : La Légende de Polichinelle
- Réalisation : Albert Capellani
- Assistant technique : Lucien Nonguet
- Scénario : Albert Capellani et Michel Carré
- Pays de production :  France
- Production : Pathé Frères
- Durée : 410 m
- Lieu de tournage : Château de Pierrefonds
- Date de sortie :
  - France : 21 juin 1907

## Distribution
- Max Linder : Polichinelle